# 波托基 (克雷門丘克區)
49°5′52″N 33°34′26″E / 49.09778°N 33.57389°E

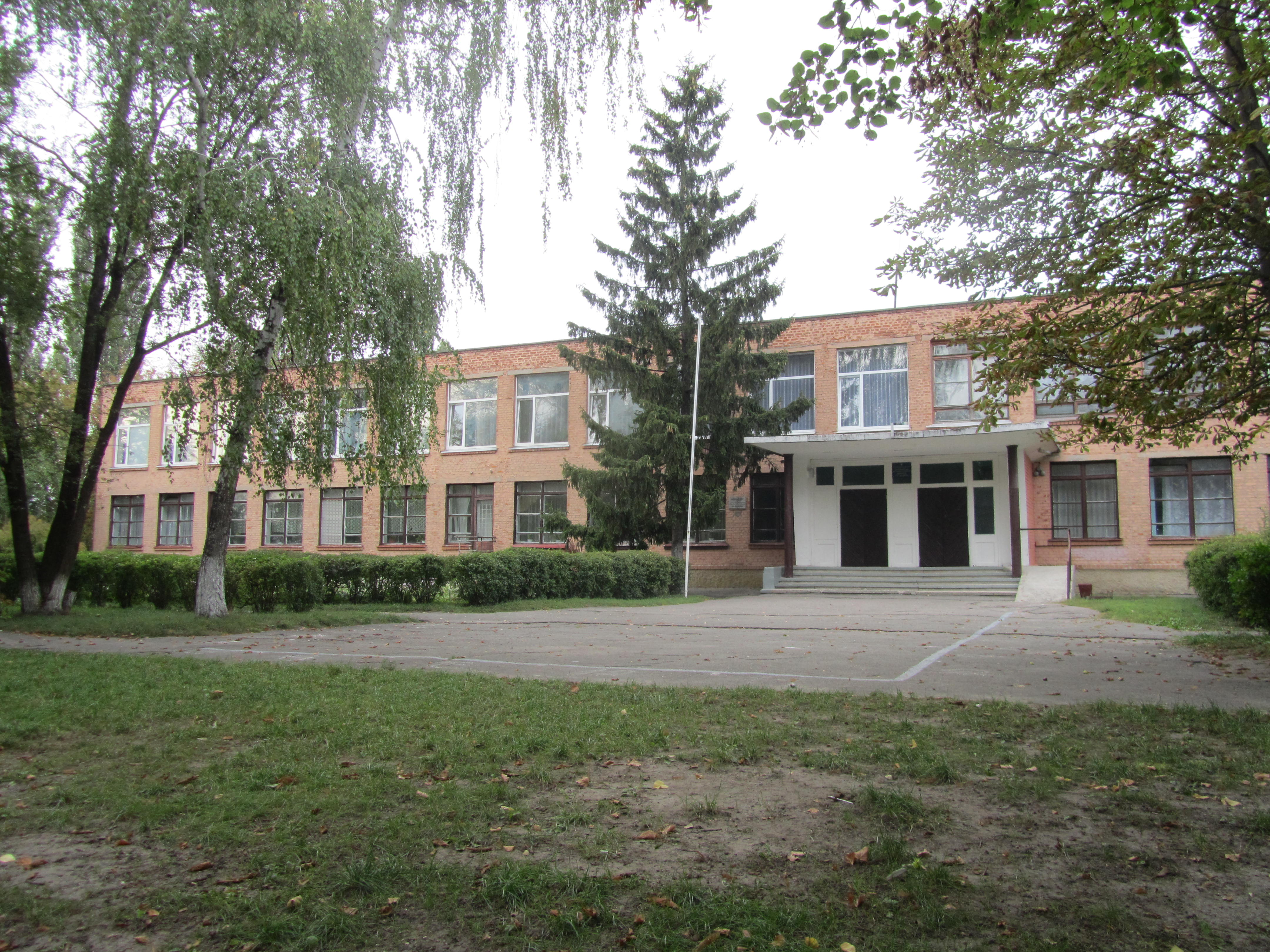

波托基（羅馬化：Potoky）是烏克蘭的村落，位於該國中部波爾塔瓦州，由克雷門丘克區負責管轄，分別距離謝爾巴基1公里和普里德尼普良斯凱2公里，始建於1645年，海拔高度64米，2001年人口1,755。